# 諧振電路
諧振電路（英語：Resonant circuit），泛指在交流RLC电路中，電壓或電流為最大值時，稱之為諧振。即電感與電容各自的電抗互相抵消，電源所提供的功率都落在電阻上。諧振電路常應用在無線通信
諧振頻率
{\displaystyle \omega ={\frac {1}{\sqrt {LC}}}}

## 種類
- 單穩態諧振電路
- 多頻諧振電路

## 相關
- 共振#電路共振
- 振盪器

## 外部連結
- 諧振電路